# 4-Chlor-1-naphthol
4-Chlor-1-naphthol ist eine chemische Verbindung, die zur Gruppe der Naphthole gehört.

## Eigenschaften
4-Chlor-1-naphthol wird in der Biochemie als chromogenes Substrat für eine Immunfärbung mit einer Meerrettichperoxidase verwendet und liefert nach Oxidation mit Wasserstoffperoxid in Anwesenheit von Dimethyl- oder Diethyl-Analoga von p-Phenylendiamin oder auch o-Phenylendiamin über die Nadi-Reaktion einen blauen Farbstoff oder in Anwesenheit von 3-Methyl-2-benzothiazolinonhydrazon einen roten Farbstoff, z. B. beim ELISA, beim Western Blot und in der Immunhistochemie.